# Raúl Ojeda
Raúl Ojeda Achiaga (Vitoria, Álava, España, 24 de octubre de 1970) es un exfutbolista español que se desempeñaba como guardameta.

## Clubes
| Club         | País    | Año       |
| ------------ | ------- | --------- |
| U. E. Lleida | España  | 1991-2000 |
| Elche C. F.  | España  | 2001-2002 |
| Raith Rovers | Escocia | 2002-2003 |